# Burgfeldstand
Burgfeldstand är en bergstopp i Schweiz. Den ligger i distriktet Thun och kantonen Bern, i den centrala delen av landet. Toppen på Burgfeldstand är 2 063 meter över havet.
Terrängen runt Burgfeldstand är bergig.
I omgivningarna runt Burgfeldstand finns kala bergstoppar och i lägre trackter blandskog.